# Francisco Zapata y Cisneros
Francisco Zapata y Cisneros (Madrid, 1520—Barajas, 20 de setembre de 1594), I Comte de Barajas, va ser un noble i home d'estat castellà al servei de Felip II de Castella.

## Biografia

### Orígens
Fill de Juan Zapata y Osorio, V senyor de Barajas, i de María de Cisneros, neboda del cardenal Cisneros.

### Carrera política
Segons José Álvarez y Baena, fou una persona de molt valor i prudència. Aquestes virtuts li valgueren l'estima del monarca Felip II de Castella, que el va proposar per a diversos càrrecs al llarg de la seva vida cortesana. El primer el de corregidor de la ciutat de Còrdova, ho era el 1570, i per ordre de Joan d'Àustria, va acudir a la vega de Granada a sufocar la revolta dels moriscos a les Alpujarras, per la qual formà un esquadró de cavalleria i infanteria i sortí de la ciutat el 28 d'octubre d'aquell any amb gran ostentació. Més tard, el 16 de desembre assistí a l'acte de bateig de l'infant Ferran en qualitat de majordom de la reina Anna d'Àustria. Poc després d'aquesta actuació, la senyoria de Barajas va ser elevada a comtat i en va esdevenir el primer comte el 1572.
De Còrdova passà a Sevilla entre 1573 i 1579, quan el rei el nomenà Capità General i Assistent de la ciutat. Allà va fer destacades obres públiques: la construcció de l'Alameda, la restauració de l'aqüeducte arquebisbal, la reparació de les muralles, l'ampliació de les rondes i la construcció d'algunes portes i ponts. El 1579 es va traslladar a Portugal, on era el monarca, que el va nomenar Majordom Major de la reina i Majordom dels prínceps, als quals portà i acompanyà a Madrid des de terres portugueses. El 1580, en agraïment als seus serveis, el rei li va donar la presidència del Consell de les Ordes, càrrec que podia ostenta perquè des de feia anys era comanador de Guadalcanal i tretze de l'orde de Sant Jaume.
L'octubre de 1583 va ser nomenat president del Consell de Castella, l'any següent assistia al jurament del príncep d'Astúries, Felip, i el 1585 fou creat conseller d'Estat i de Guerra, càrrecs que va servir amb gran satisfacció per al monarca. Fou destituït en el càrrec de president del Consell de Castella el 1591, en el cessament hi va tenir un destacat paper el confessor reial fra Diego de Chaves, que es va fer eco del descontentament popular pel pobre estat de la justícia a Castella i es va negar a donar l'absolució al monarca mentre mantingués al comte al càrrec.

### Retir i mort
El 1592 finalment abandonà tots els càrrecs que ocupava. Felip II va acceptar la seva renúncia i el comte es retirà a descansar a la vila de Barajas, seu del seu comtat. Hi va viure fins a la seva mort el 20 de setembre de 1594. Fou sebollit a la capella major d'un convent de religiosos franciscans descalços que ell mateix havia fundat per al seu enterrament.

### Matrimoni i descendència
Es va casar amb María Hurtado de Mendoza, filla de Juan Hurtado de Mendoza, fill segon del comte de Corunya, i de María de Mendoza, amb qui va tenir una dilatada successió, entre ells el II comte de Barajas, Diego Zapata, i el cardenal Antonio Zapata.